# NWA United States Tag Team Championship (New Jersey version)
L'NWA United States Tag Team Championship (New Jersey version) è stato un titolo della divisione tag team della federazione NWA Jersey, territorio della National Wrestling Alliance (NWA) e attivo principalmente in New Jersey.
Il titolo fu attivo dal 1996, quando fu introdotto nel territorio, fino al 2000, quando il titolo fu dichiarato vacante e mai riassegnato.

## Storia
I territori della National Wrestling Alliance erano tenuti a riconoscere un solo campione mondiale dei pesi massimi, ma la NWA consentiva ad ognuno di essi di stabilire i propri titoli. In seguito alla nascita delle numerose versioni del NWA World Tag Team Championship, alcune federazioni iniziarono ad introdurre dei titoli secondari per la categoria tag team, promuovendoli spesso come American Tag Team Championship o come National Tag Team Championship.
Tra gli anni '70 e '80 la popolarità di questi titoli iniziò a dimunire e smisero di essere promossi, furono unificati all'interno di altri titoli o cambiarono nome seguendo le sorti del territorio di riferimento. Tuttavia nel 1996 la NWA Jersey decise di reintrodurre il titolo, in una sua versione che non condivideva l'albo con le precedenti. Il 3 febbraio 1996 i Lost Boys (Yar e Wolf) vinsero un 3-way match per diventare campioni inaugurali.
Il 7 aprile 2000 la NWA rese vacante il titolo dopo una vittoria controversa da parte di Chris Candido e Tommy Cairo sui Pitbull (Pitbull #1 e Pitbull #2) e non lo riassegnò, rendendolo di fatto cessato.

## Albo d'oro
| Legenda  |                                                                               |
| -------- | ----------------------------------------------------------------------------- |
| #        | Indica il numero del regno titolato                                           |
| Regno    | Viene indicato il numero del regno del campione                               |
| Data     | La data in cui il titolo è stato vinto                                        |
| Località | Indica il luogo in cui il titolo è stato vinto                                |
| Note     | Indica notizie particolari riguardanti i cambi di titolo o altre informazioni |

| #  | Campione                     | Regno | Data              | Giorni | Località                    | Evento                      | Note | Fonti |
| -- | ---------------------------- | ----- | ----------------- | ------ | --------------------------- | --------------------------- | --- | ----- |
| 1  | Yar e Wolf                   | 1     | 3 febbraio 1996   | 84     | Cherry Hill, New Jersey     | Eddie Gilbert Memorial Show | Divennero i campioni inaugurali vincendo un 3-way match contro i team di Gus the Greek e Jimmy Londos e di Seek e Destroy.                                                 |       |
| 2  | Seek e Destroy               | 1     | 27 aprile 1996    | 214    | Yardville, New Jersey       | House show                  | |       |
| 3  | Adrian Hall e Twiggy Ramirez | 1     | 16 novembre 1996  | 21     | Blackwood, New Jersey       | House show                  | |       |
| 4  | Yar e Wolf                   | 2     | 7 dicembre 1996   | 91     | Mount Holly, New Jersey     | House show                  | |       |
| 5  | Adrian Hall e Twiggy Ramirez | 2     | 8 marzo 1997      | 35     | Paulsboro, New Jersey       | House show                  | |       |
| 6  | Inferno Kid e Ray Odyssey    | 1     | 12 aprile 1997    | 63     | Yardville, New Jersey       | House show                  | |       |
| 7  | Derek Domino e Harley Lewis  | 1     | 14 giugno 1997    | 98     | Vineland, New Jersey        | House show                  | |       |
| 8  | Blaze e Ian Rotten           | 1     | 20 settembre 1997 | 104    | Bardstown, Kentucky         | House show                  | |       |
| —  | Vacante                      | —     | 22 gennaio 1998   | —      | —                           | —                           | Il titolo fu reso vacante quando Rotten lasciò la NWA. |       |
| 9  | Derek Domino e Harley Lewis  | 2     | 7 febbraio 1998   | 21     | Somerdale, New Jersey       | House show                  | In uno spareggio per riassegnare i titoli vacanti contro Devon Storm e Twiggy Ramirez.                                                                                     |       |
| 10 | Ace Darling e Devon Storm    | 1     | 28 febbraio 1998  | 22     | Filadelfia, Pennsylvania    | House show                  | | [ 2 ] |
| 11 | Derek Domino e Harley Lewis  | 3     | 22 marzo 1998     | 131    | Garfield, New Jersey        | House show                  | |       |
| 12 | Lance Diamond e Steve Corino | 1     | 31 luglio 1998    | 22     | Mount Holly, New Jersey     | House show                  | |       |
| 13 | Pitbull #1 e Pitbull #2      | 1     | 22 agosto 1998    | 83     | Mount Holly, New Jersey     | House show                  | |       |
| 14 | Derek Domino e Harley Lewis  | 4     | 13 novembre 1998  | 204    | Hazlet, New Jersey          | House show                  | |       |
| 15 | Buddy Landel e Doug Gilbert  | 1     | 5 giugno 1999     | 178    | Holmdel, New Jersey         | House show                  | |       |
| 16 | Johnny Grunge e Rocco Rock   | 1     | 30 ottobre 1999   | 42     | North Brunswick, New Jersey | House show                  | Sconfiggendo Doug Gilbert e Tommy Rich, che sostituiva Buddy Landel. |       |
| 17 | Pitbull #1 e Pitbull #2      | 2     | 11 dicembre 1999  | 118    | West Deptford, New Jersey   | House show                  | |       |
| —  | Disattivato                  | —     | 7 aprile 2000     | —      | Toms River, New Jersey      | House show                  | Chris Candido e Tommy Cairo vinsero un incontro titolato il 7 aprile 2000, ma la NWA annullò la decisione e, invece di restituire il titolo ai Pitbulls, ritirò il titolo. |       |